# Valkeakoski
Valkeakoski és una ciutat de Finlàndia, situat a 30 km al sud de Tampere i 150 km al nord de Hèlsinki a la província de Finlàndia Occidental, part de la regió de Pirkanmaa.
Té al voltant de 20.000 habitants i una superfície de 371,72 km², dels quals 98,76 km² són aigua. La principal llengua parlada és el finès.
Valkeakoski és principalment coneguda per llur indústria del paper i l'equip de futbol FC Haka.